# Ostrów (przystanek kolejowy)
Ostrów (ukr. Острів, ros. Остров) – przystanek kolejowy w miejscowości Ostrów, w rejonie czerwonogrodzkim, w obwodzie lwowskim, na Ukrainie. Leży na linii Rawa Ruska – Czerwonogród.
Dawniej stacja kolejowa. Powstała w czasach austro-węgierskich na oddanej w 1884 linii Jarosław - Sokal przez Lubaczów i Rawę Ruską. Do 1951 leżała w Polsce. W późniejszym okresie rozebrano dodatkowe tory i zdegradowano stację do przystanku kolejowego.